# María Margarita de Youville
Santa Maria Margarita de Youville (nacida Marie-Marguerite Dufrost de Lajemmerais) (15 de octubre de 1701-23 de diciembre de 1771) fundadora de las Hermanas de la Caridad de Montreal, llamadas Hermanas Grises, es la primera persona nacida en Canadá en ser canonizada.

## Biografía

### Vida familiar
Nació en Varennes, cerca de Montreal, Canadá, hija de Christophe-Dufrost de Lajemmerais y de Renée de Varennes. Después de haber estudiado con las Ursulinas en Quebec, debió de repartir las tareas en la casa de su madre quien había enviudado.
Contrae matrimonio en 1722 con François-Madeleine d’Youville (1700-1730), quien le trata con indiferencia y le deja viuda 8 años más tarde con 3 hijos y muchas deudas. Obligada a trabajar por ella misma para poder solventar sus necesidades. Dos de sus hijos llegaran a la edad adulta: los 2 serían sacerdotes. De su pobreza, ayudan a aquellos que estaban en la necesidad.

#### Sus tres hijos
- Joseph-François Youville de la Découverte (1724-1778).
- Marie-Louise Youville (1727-1727).
- Charles-Marie-Magdeleine Youville (1729-1790).

### Responsabilidad del Hospital
Madre Maria de Youville tenía una gran devoción por Dios Padre, una devoción que será el elemento marcable de su vida. La Providencia la había inspirado a socorrer de la ruina y las deudas al Antiguo Hospital General de Montreal, fundado en 1694 por M. Charon. Esta empresa iba a ser el trabajo de fundación de un nuevo instituto religioso, las Hermanas de la Caridad de Montreal.
En 1747, el Hospital General le fue confiado, ya tenía a unas hermanas viviendo bajo una regla provisional; comienza a practicar las obras de misericordia corporales y espirituales. Abre el hospital a los soldados enfermos, a las personas ancianas, a los incurables, a los niños y a los huérfanos.
En 1755, Mgr Pontbriand confirma la regla del instituto. Madre Maria de Youville asume la deuda entera de 49 000 libras y para restaurarlo, reconstruirlo y sostenerlo, admite a los epilépticos, leprosos y los contagiosos excluidos Hôtel-Dieu de Quebec. Su principal fuente de ingresos era la fabricación de ropa.
Durante la Guerra de los 7 años, muchos soldados británicos eran tratados, en una sala del hospital, la cual era llamada La Sala de los Ingleses. Madre de Youville compró el rescate de un soldado británico y a otros, de los cuales, uno, por gratitud, previene más tarde el bombardeo del hospital.
En razón del costo exorbitante de la vida, debido a la corrupción sin escrúpulos, su hospital estaba muy endeudadoen el momento de la Conquista. El dinero que le debía el Gobierno Francés, 100 000 libras, fue solamente entregado bajo el reinado de Luis XVII, y la suma se aplicaba al trabajo comenzado por la fundadora. Aun con una gran pobreza, Madre Maria de Youville se encargó de salvar a todos los niños asistidos bajo su propia caridad.
En 1765, el Hospital General fue destruido por un incendio, completamente resignada de la pérdida, se arrodilla con sus hermanas y recita el Te Deum. Ayudadas por la generosidad de los benefactores, las hermanas reconstruyeron el hospital en siete meses. Margarita murió en aquel lugar el 23 de diciembre de 1771. Tenía setenta años de edad.

## Posteridad
Su instituto se extendió por toda Canadá y a los estados vecinos. El decreto introducía la causa de beatificación y el grado de Venerable fue firmado el 28 de abril de 1890.
El papa Juan XXIII le beatifica el 3 de mayo de 1959. Juan Pablo II le canoniza en 1990.
En 2003, le agregan al Hall de la Fama Médico-Canadiense

## Fuente
- Roy, J.-Edmond. Histoire de la Seigneurie de Lauzon, volume 1 à 5, Mercier et Cie, 1897 (réédité en 1984).

- Datos: Q288990
- Multimedia: Marguerite d'Youville / Q288990